# Heliconius lucretius
Heliconius lucretius är en fjärilsart som beskrevs av Gustav Weymer 1890. Heliconius lucretius ingår i släktet Heliconius och familjen praktfjärilar. Inga underarter finns listade i Catalogue of Life.